# گل‌تپه کبیر
گل‌تپه کبیر، روستایی از توابع بخش قلعه نو شهرستان ری در استان تهران ایران است.
این روستا دارای باجه بانکی (با نظارت پست بانک ایران) می‌باشد.

## جمعیت
این روستا در دهستان قلعه نو قرار دارد و براساس سرشماری مرکز آمار ایران در سال ۱۳۸۵، جمعیت آن ۹۳۶ نفر (۲۵۰خانوار) بوده‌است.